# Александрова, Наталия Александровна
Ната́лия Алекса́ндровна Александрова — (11 мая 1952, Киев, УССР) — российский искусствовед, член Московского союза художников, академик РАХ (2023, член-корреспондент с 2007). Заведующий отделом живописи второй половины XX века в Государственной Третьяковской галерее.

## Биография
Родилась в Киеве. Окончила Московский государственный университет им. М. В. Ломоносова (отделение истории и теории искусства) в 1981 году.
- Член-корреспондент Российской академии художеств (Отделение искусствознания и художественной критики, с 2007 года)
- Заведующий отделом живописи второй половины XX века в Государственной Третьяковской галерее.
- Эксперт Росохранкультуры по культурным ценностям Министерства культуры РФ.
- Преподаватель кафедры теории и истории декоративно-прикладного искусства и дизайна, доцент Московской государственной художественно-промышленной академии им. С. Г. Строганова.

Живёт и работает в Москве.

## Труды

### Монографии, научные труды
- Академический каталог живописи из собрания ГТГ: том 6, кн. 1, в составе авторского коллектива (М., 2009 г.); том 7, кн. 1 , научный редактор (М., 2013 г.)
- Спецпроект «П. Д. Корин. Реквием. К истории „Руси уходящей“», куратор, автор-составитель (в соавторстве с В. П. Головиной) книги с тем же названием (М., 2013)

Основные экспозиционно-выставочные работы, подготовка изданий
- Куратор выставки «Виктор Попков. 1932—1974» (РАХ, 2013-2014 гг.) — «Viktor Popkov. Dream Reality» (вуниверситет Ка Фоскари, Венеция, январь-март, 2014) — «Viktor Popkov. Genius of the Russian Soul» (Сомерсет-хаус, Лондон, май-июнь, 2014 г.)
- Член кураторской группы, статьи в каталогах: «…In questo tempo sospeso…» Viktor Popkov 1932—1974, сс. 13-28;
- Статья: «Viktor Popkov … In this timeless time…», сс. 16-27 (в соавторстве с Ф. М. Балаховской).

### Избранные публикации, теле-, радиопередачи
- «Пути русского импрессионизма», 2003, М.. Альбом совместного выставочного проекта ГТГ и Музея русского искусства Миннеаполиса (TMORA). Куратор ГТГ и автор-составитель;
- Путеводитель из серии «Полиглот» «Третьяковская галерея». Автор раздела «Искусство второй половины XX века» М., 2008;
- Актуальность традиции. «Шестидесятники» в собрании Третьяковской галереи. Статья в журнале «Русское искусство» (март 2008);
- Участник цикла передач «В гостях у Третьяковки» на радио «Эхо Москвы», 2008—2009 (около 20 программ);
- Том «Живопись первой половины XX века А- И» М., 2009 (Автор: Бродская Л. И., Герасимов С. В., Иогансон Б. В., Гапоненко Т. Г.);
- Один из авторов «Хроники жизни и творчества» в альбоме Интерроса «Александр Дейнека. Живопись» (М., 2010);

Автор — составитель альбома-каталога выставки А. Дейнеки «Работать, строить и не ныть!» в ГТГ и раздела «Хроника жизни и творчества» (М., 2010).